# São Julião (Valença)
São Julião é uma povoação portuguesa do Município de Valença que foi sede da extinta Freguesia de São Julião, freguesia que tinha 5,49 km² de área e 363 habitantes (2011), e, por isso, uma densidade populacional de 66,1 hab/km². 
A Freguesia de São Julião foi extinta em 2013, no âmbito de uma reforma administrativa nacional, tendo sido agregada à Freguesia de Silva para formar uma nova freguesia denominada União das Freguesias de São Julião e Silva.
Existe uma torre da Idade Média. O regato da Varzéa um importante curso de agua que passa pela zona, e faz um percurso por várias freguesias de Valença, desaguando no Rio Minho em São Pedro, onde existe uma ponte romana que foi construída para atravessar o regato.

## População
| População da freguesia de São Julião | População da freguesia de São Julião | População da freguesia de São Julião | População da freguesia de São Julião | População da freguesia de São Julião | População da freguesia de São Julião | População da freguesia de São Julião | População da freguesia de São Julião | População da freguesia de São Julião | População da freguesia de São Julião | População da freguesia de São Julião | População da freguesia de São Julião | População da freguesia de São Julião | População da freguesia de São Julião | População da freguesia de São Julião |
| ------------------------------------ | ------------------------------------ | ------------------------------------ | ------------------------------------ | ------------------------------------ | ------------------------------------ | ------------------------------------ | ------------------------------------ | ------------------------------------ | ------------------------------------ | ------------------------------------ | ------------------------------------ | ------------------------------------ | ------------------------------------ | ------------------------------------ |
| 1864                                 | 1878                                 | 1890                                 | 1900                                 | 1911                                 | 1920                                 | 1930                                 | 1940                                 | 1950                                 | 1960                                 | 1970                                 | 1981                                 | 1991                                 | 2001                                 | 2011                                 |
| 799                                  | 751                                  | 694                                  | 703                                  | 712                                  | 673                                  | 692                                  | 714                                  | 739                                  | 687                                  | 607                                  | 476                                  | 594                                  | 410                                  | 363                                  |

| Distribuição da População por Grupos Etários | Distribuição da População por Grupos Etários | Distribuição da População por Grupos Etários | Distribuição da População por Grupos Etários | Distribuição da População por Grupos Etários | Distribuição da População por Grupos Etários | Distribuição da População por Grupos Etários | Distribuição da População por Grupos Etários | Distribuição da População por Grupos Etários | Distribuição da População por Grupos Etários |
| -------------------------------------------- | -------------------------------------------- | -------------------------------------------- | -------------------------------------------- | -------------------------------------------- | -------------------------------------------- | -------------------------------------------- | -------------------------------------------- | -------------------------------------------- | -------------------------------------------- |
| Ano                                          | 0-14 Anos                                    | 15-24 Anos                                   | 25-64 Anos                                   | > 65 Anos                                    |                                              | 0-14 Anos                                    | 15-24 Anos                                   | 25-64 Anos                                   | > 65 Anos                                    |
| 2001                                         | 64                                           | 59                                           | 182                                          | 105                                          |                                              | 15,6%                                        | 14,4%                                        | 44,4%                                        | 25,6%                                        |
| 2011                                         | 39                                           | 45                                           | 206                                          | 73                                           |                                              | 10,7%                                        | 12,4%                                        | 56,7%                                        | 20,1%                                        |